# Église Saint-Maclou de Sainneville
L'église Saint-Maclou est une église catholique située dans la commune de Sainneville, en France.

## Localisation
L'église est située à Sainneville, commune du département français de la Seine-Maritime.

## Historique
Les éléments les plus anciens de l'église actuelle sont datés du XIIe siècle.

Des travaux interviennent dans l'édifice aux XVIe siècle et XVIIe siècle.

L'édifice est inscrit au titre des monuments historiques depuis le 19 juillet 1926.

Les murs de l'église conservent de nombreuses traces de modification de l'architecture au cours des siècles.

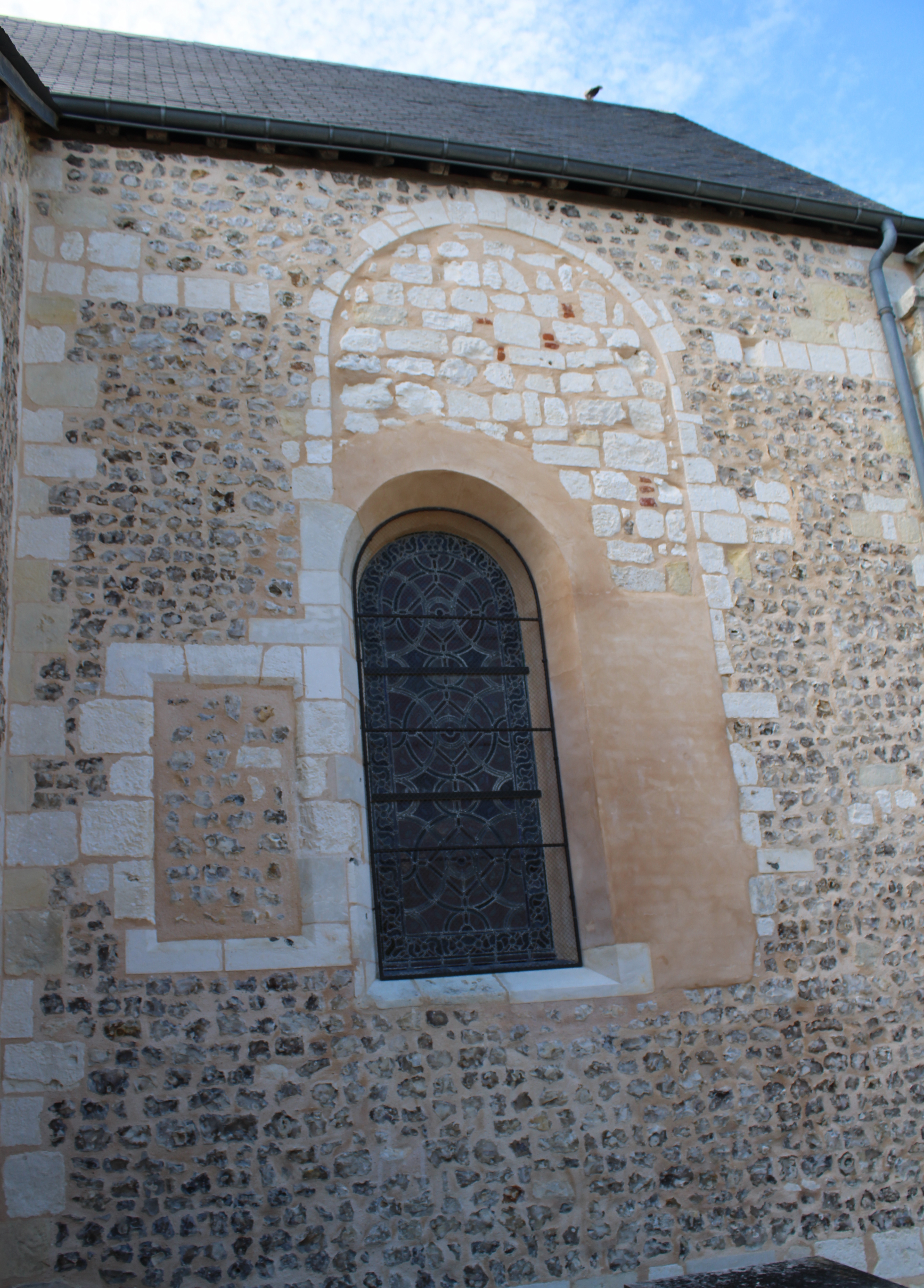
Traces de modifications de l'architecture de l'église: deux baies bouchées.
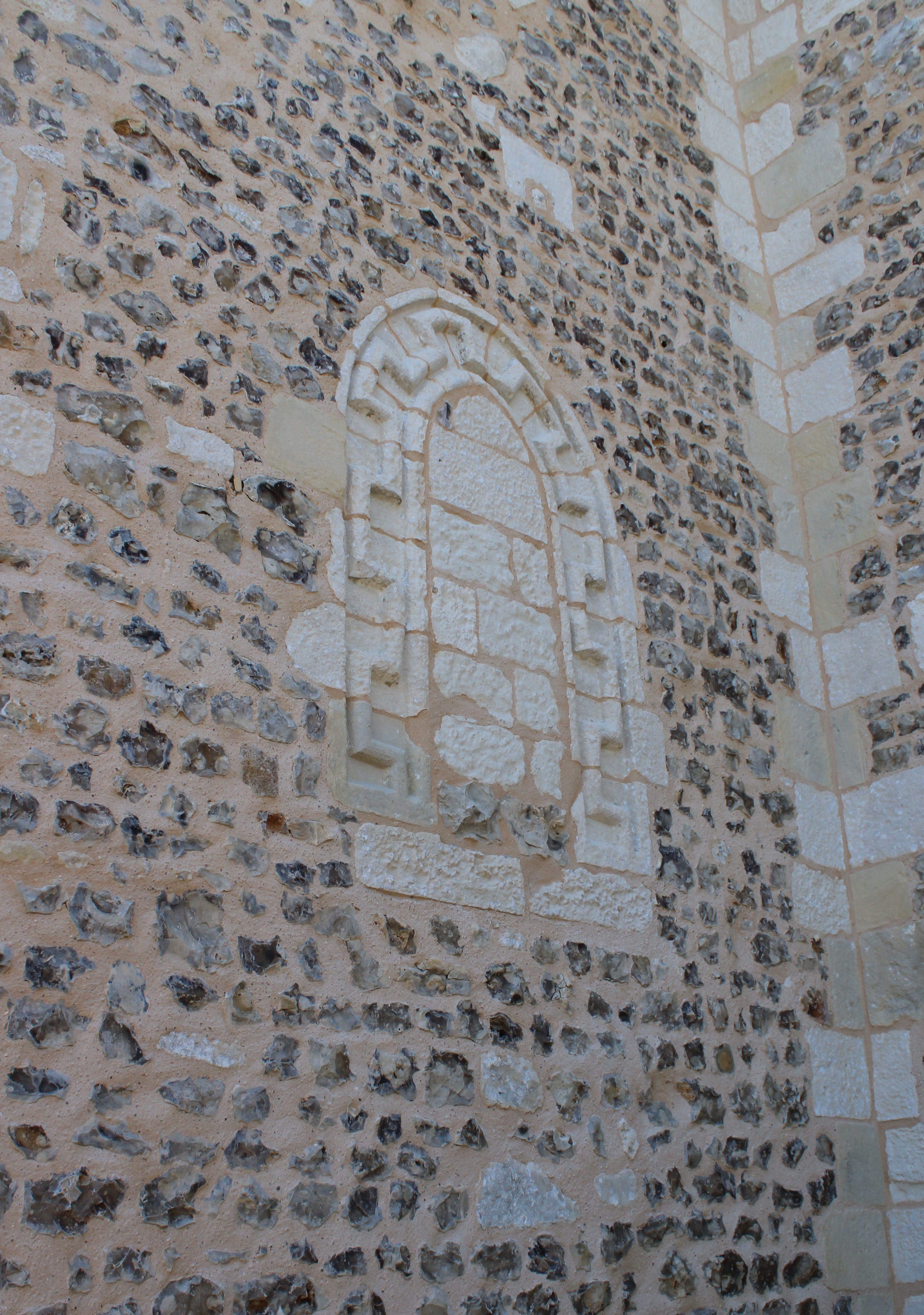
Ancienne baie romane murée.

## Description
La nef de l'église est de style roman et comporte des chapiteaux avec des « motifs animaux et végétaux ».

### Galerie

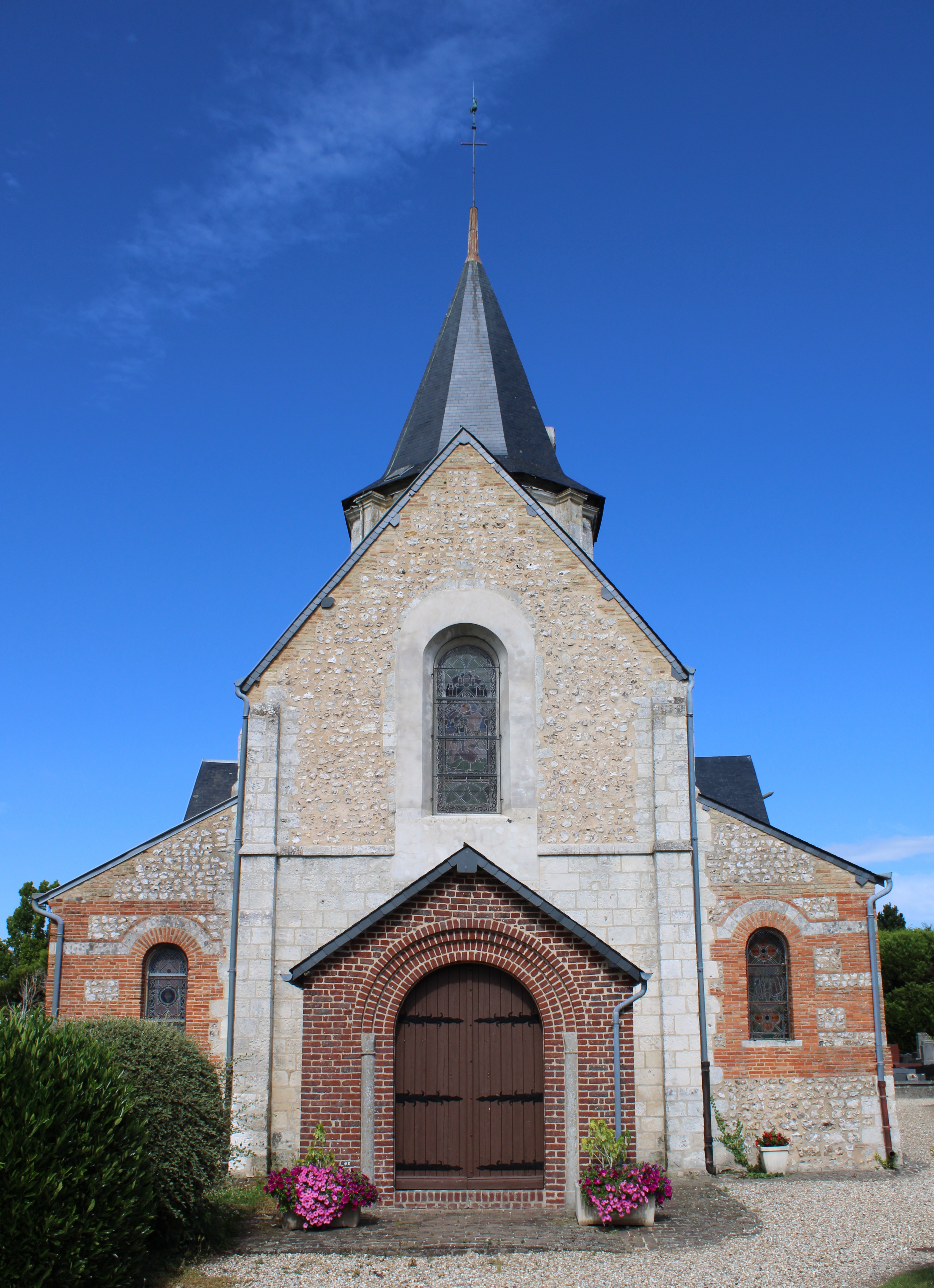
La façade de l'église..
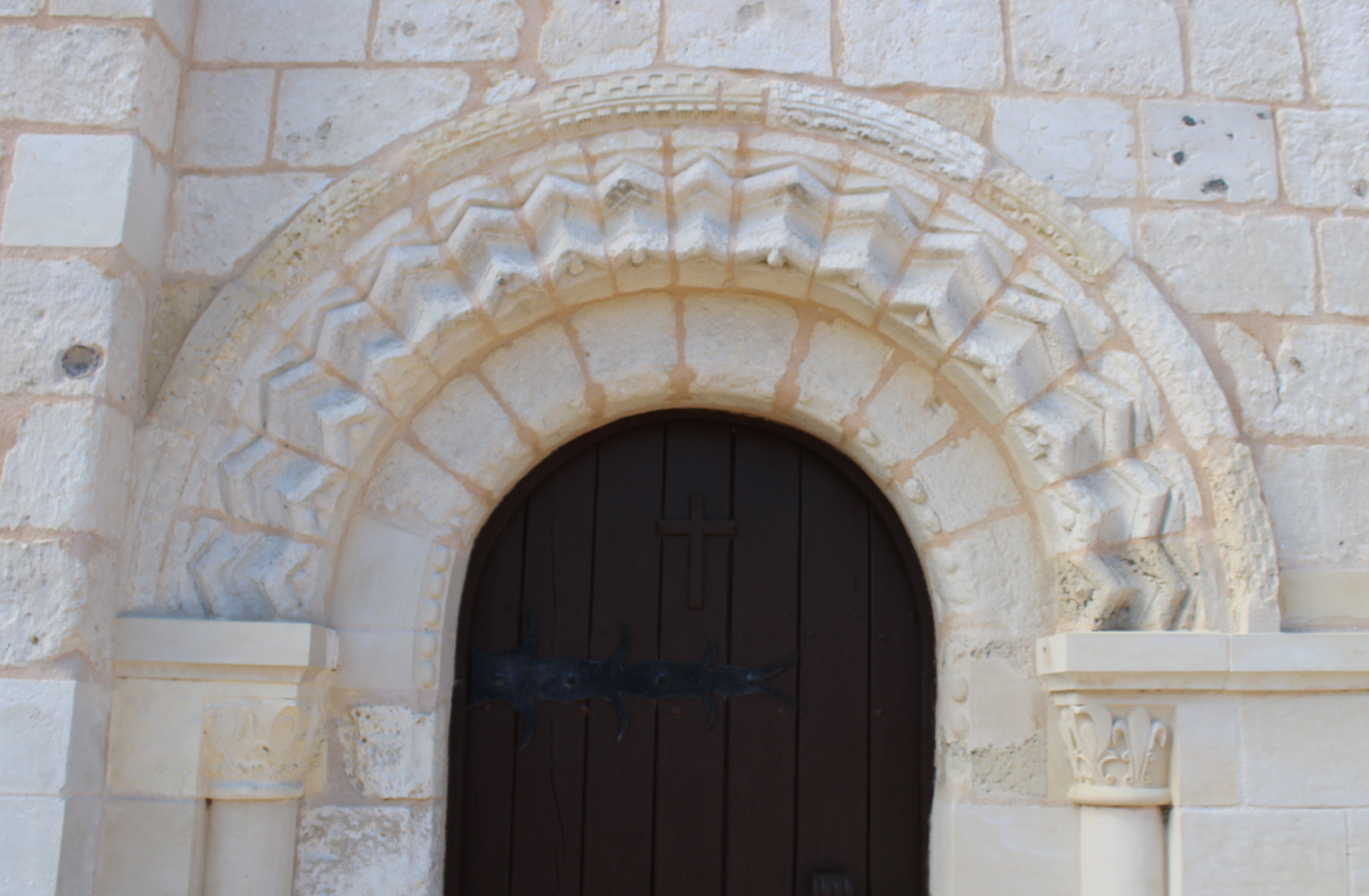
Portail latéral roman.
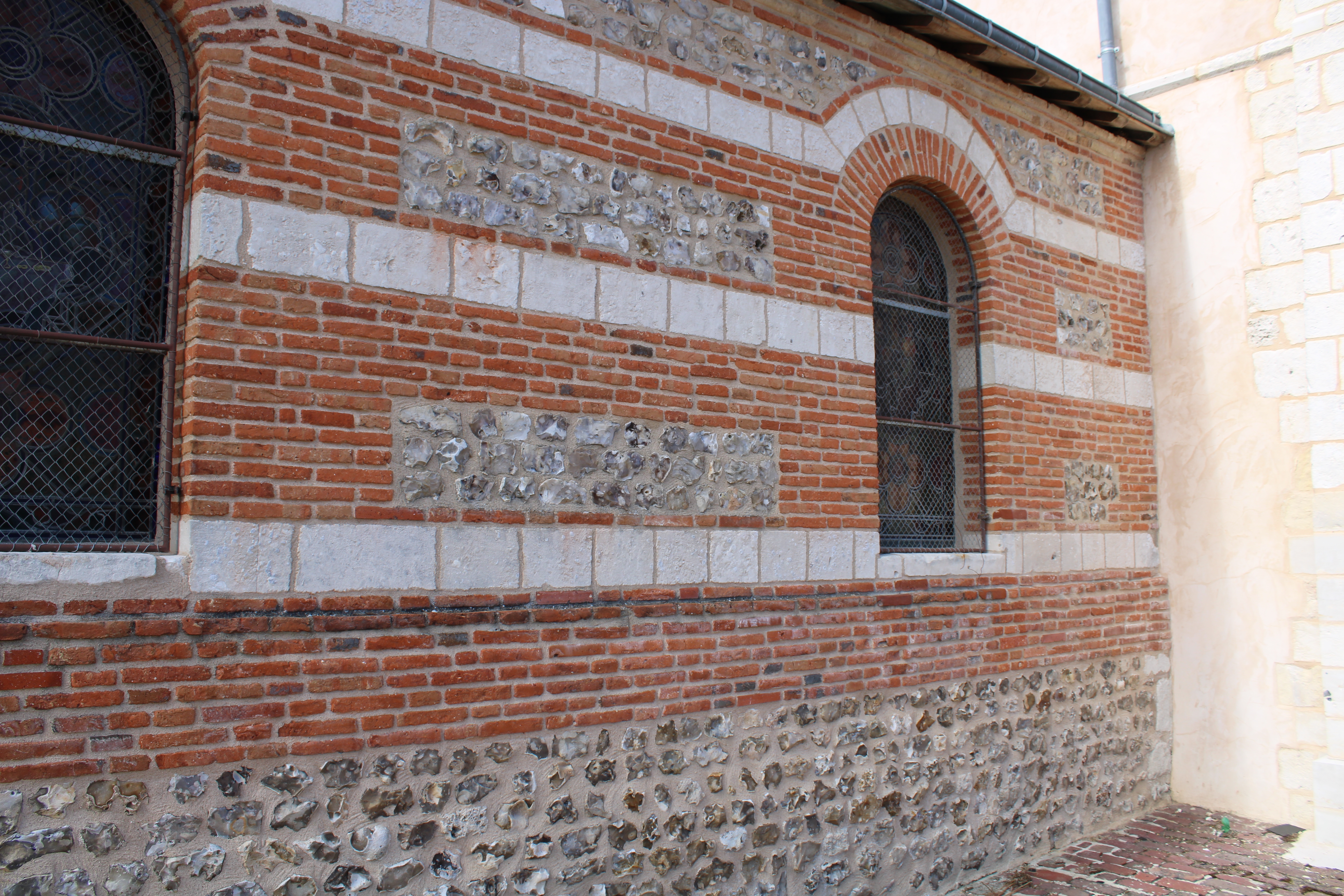
Détail de l'appareil du côté sud: alternance de lits de moellons de silex, de pierres taillées  de calcaire, et de briques.